# (S)-scoulerina 9-O-metiltransferasi
La (S)-scoulerina 9-O-metiltransferasi è un enzima appartenente alla classe delle transferasi, che catalizza la seguente reazione:
S-adenosil-L-metionina + (S)-scoulerina ⇄ S-adenosil-L-omocisteina + (S)-tetraidrocolumbammina
Il prodotto di questa reazione è un precursore degli alcaloidi del gruppo della protoberberina nelle piante.